# Katolska breven

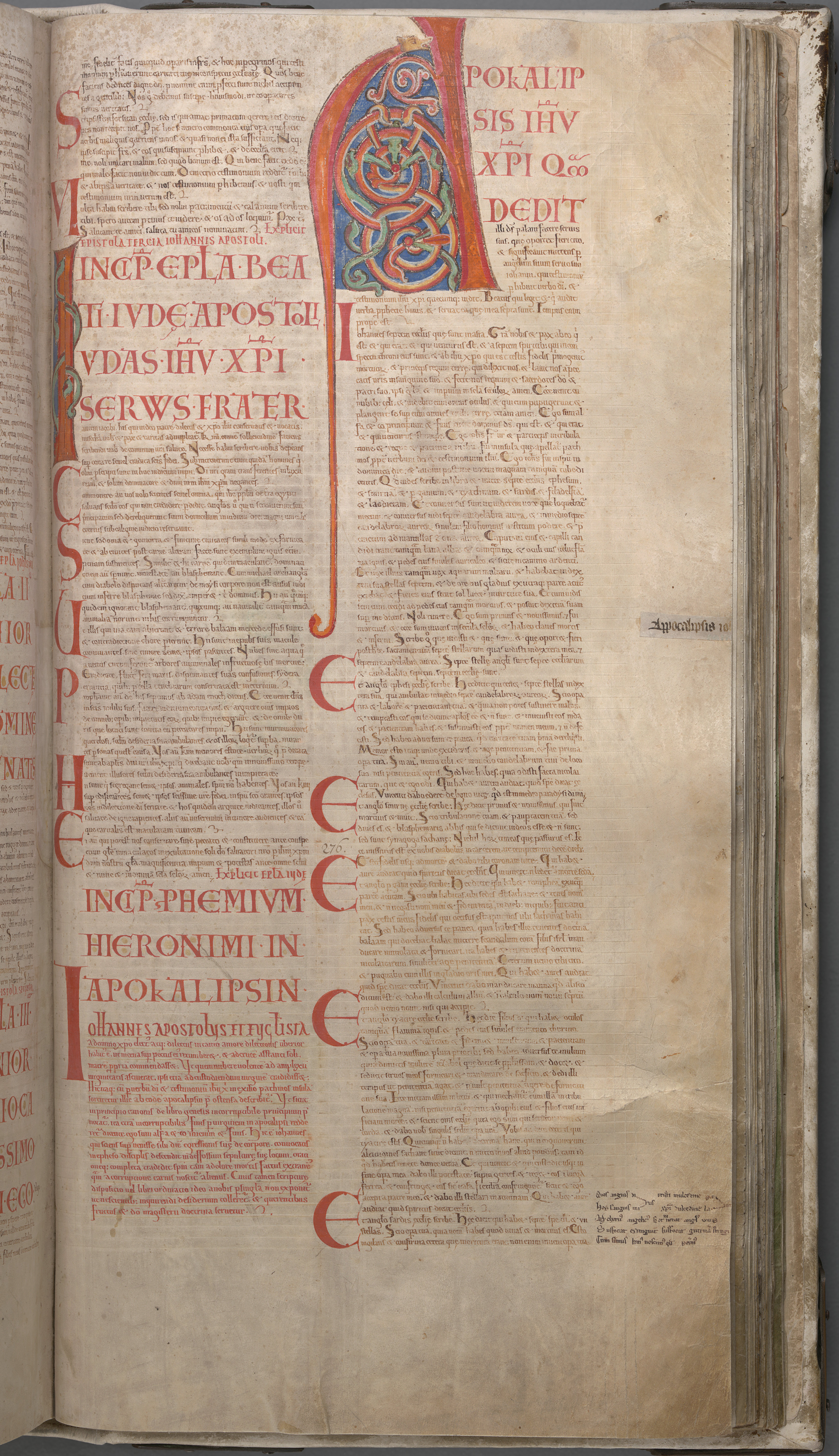
Två av de katolska breven – avslutningen av Jakobsbrevet och inledningen av Första Petrusbrevet – i Codex Gigas eller Djävulsbibeln, skriven på latin i början av 1200-talet.

De katolska breven (grekiska: [αἱ] καθολικαὶ ἐπιστολαί), eller de allmänna breven, är benämningen på sju brev i Nya testamentet som ansetts rikta sig till en allmän adressat och inte till någon bestämd kyrka eller person. Uppräknade i den ordning de förekommer i protestantiska biblar, utgörs de katolska breven av:
- Jakobsbrevet (Jak)
- Första Petrusbrevet (1 Pet)
- Andra Petrusbrevet (2 Pet)
- Första Johannesbrevet (1 Joh)
- Andra Johannesbrevet (2 Joh)
- Tredje Johannesbrevet (3 Joh)
- Judasbrevet (Jud)

Adjektivet ”katolsk” har grekisk rot och betyder allmän eller allomfattande, universell. Benämningen har valts eftersom dessa skrifter ansågs vända sig till hela den ”allmänneliga” kyrkan. Även om de flesta skrifter saknar en bestämd adressat, gäller detta inte alla. Varken Andra Johannesbrevet eller Tredje Johannesbrevet är avsett för en allmän läsekrets, och beteckningen stämmer endast till viss del in på Första Petrusbrevet, eftersom det är riktat till ett bestämt geografiskt område. De katolska breven utgör, efter de fyra evangelierna och Paulus brev, den tredje stora samlingen skrifter som ingår i Nya testamentet. I motsats till de båda andra, vilka förhållandevis tidigt ansågs tillhöra kanon, hade dock de katolska breven en betydligt längre och krokigare väg till erkännande.
Alla de sju breven är i olika grad ifrågasatta vad gäller äktheten, i betydelsen att det inte är de som namngivit breven som faktiskt har skrivit dem. Vissa som Första Petrusbrevet och Första Johannesbrevet har fler äkthetsförespråkare, medan ett brev som Andra Petrusbrevet av de allra flesta anses vara från en senare tid. Medan de som menar att breven har skrivits av de personer som bär deras namn kan förlägga dem till perioden från sent 40-tal till 70-talet, dateras de ofta av andra till en betydligt senare tid och i fallet Andra Petrusbrevet så sent som perioden 125–150. Kritiska forskare betraktar allmänt breven som pseudepigrafier.

## Benämningen av breven som katolska

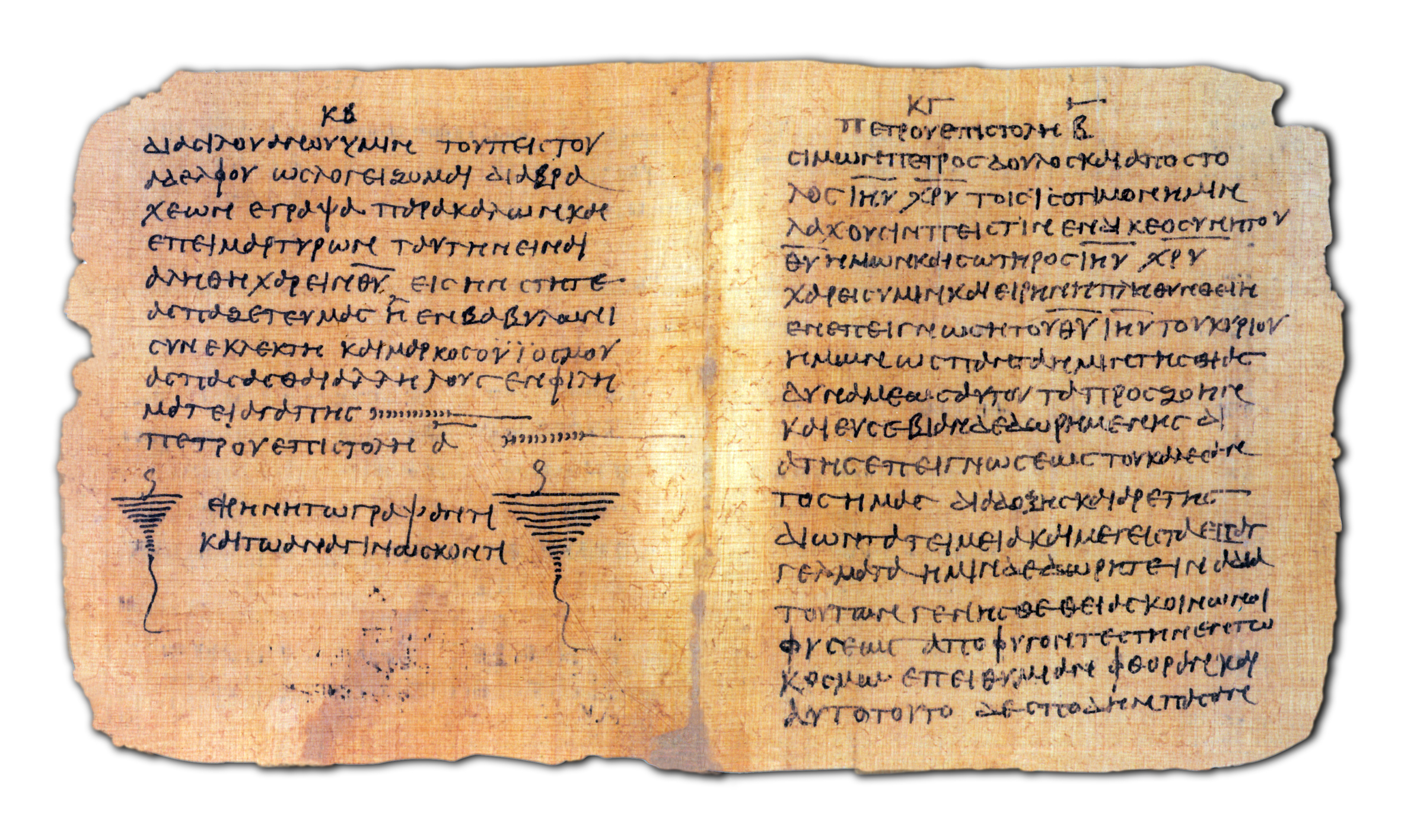
Papyrus Bodmer VIII, P^{72}, från ca år 300. Denna papyrusskrift innehåller bland annat i stort sett hela Första Petrusbrevet, Andra Petrusbrevet och Judasbrevet. Samtidigt utgör P^{72} det äldsta textvittnet till dessa tre katolska brev. På bilden ovan visas slutet av Första Petrusbrevet och början av Andra Petrusbrevet.

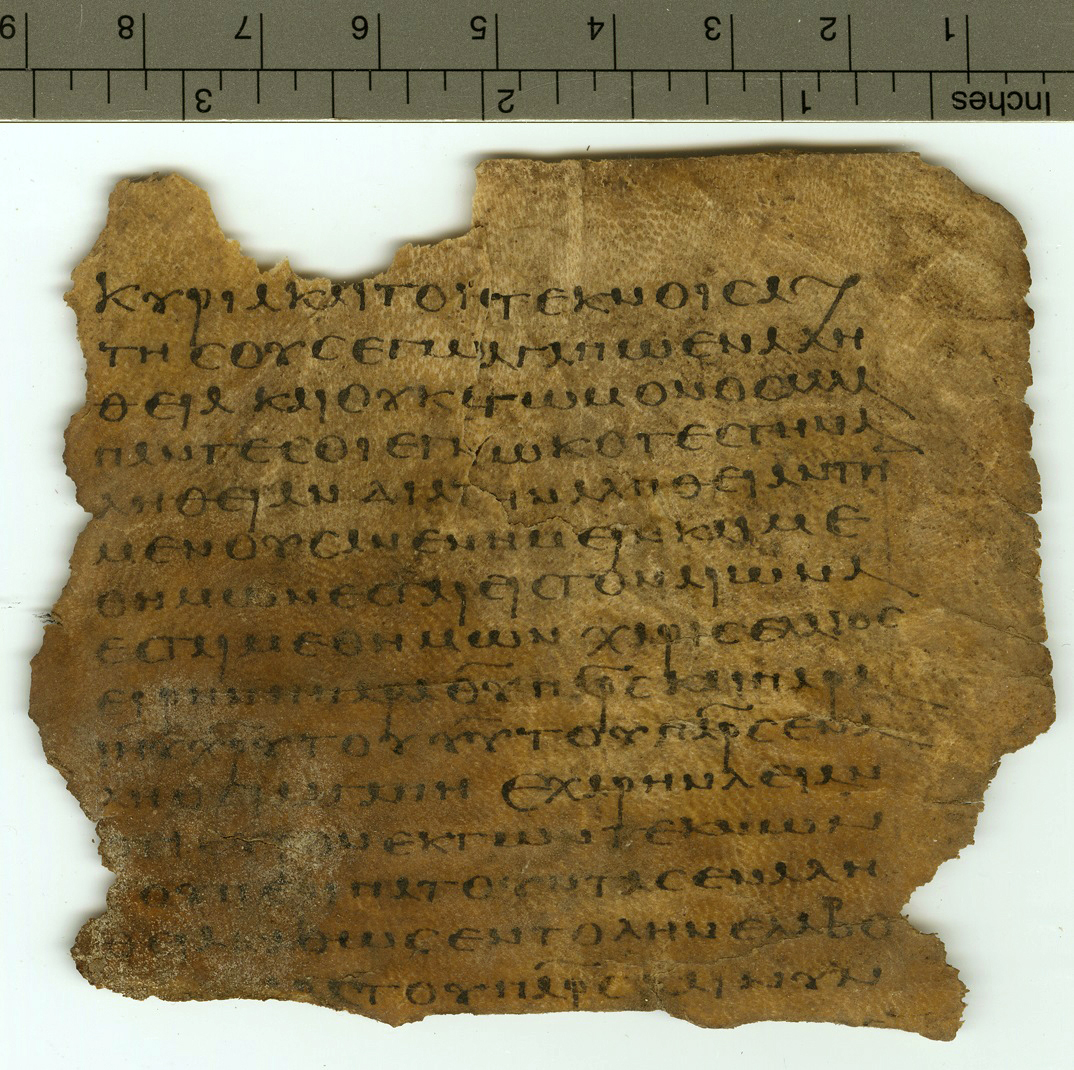
Andra Johannesbrevet i Uncial 0232 från cirka år 500.

Traditionellt har sju korta brev i Nya testamentet samlats under rubriken ”katolska brev”. Jakobsbrevet, de båda Petrusbreven, de tre Johannesbreven och Judasbrevet kallas för just ”katolska” (grekiska: καθολική, katholikē, från κατά, kata = ”rörande” och ὅλος, holos = ”det hela”) eftersom de riktar sig till en ”allmän” adressat. De flesta av dem är inte skrivna till någon bestämd kyrka eller person. De uppenbara undantagen är Andra Johannesbrevet och Tredje Johannesbrevet, men de kom att tillhöra samlingen av katolska brev eftersom de ansågs höra samman med Första Johannesbrevet. I detta sammanhang verkar ordet ”katolsk” ha använts för att betona brevens allmänna eller universella publik, och därigenom särskilja dem från Paulus brev, vilka var riktade till enskilda församlingar eller personer. Det finns dock inget i Judasbrevet och Andra Petrusbrevet som hindrar något av dem från att vara ställt till en viss församling.
Såväl evangelierna som de paulinska breven kom att formas till en beständig samling redan under 100-talet, medan omständigheterna var annorlunda för den tredje stora gruppen i kanon, de katolska breven. Fastän beteckningen katolsk tillskrevs vissa individuella brev tidigare, används den inte som gruppbeteckning för dessa sju brev förrän i början av 300-talet då Eusebios av Caesarea talar om ”de sju så kallade katolska breven”. Eusebios ansåg cirka år 325 att alla dessa, förutom Första Petrusbrevet och Första Johannesbrevet, tillhörde de skrifter vilkas äkthet var ifrågasatt. Redan 75 år tidigare uttryckte Origenes tvivel om vissa av de katolska breven, då Jakobsbrevet, Andra Petrusbrevet och Andra och Tredje Johannesbreven. Följaktligen utgjorde de katolska breven inte en väletablerad samling skrifter tillhörande kanon ens på 300-talet.
I början avsåg benämningen ”allmänt (katolskt) brev” inget annat än att brevet i fråga inte var ställt till en specifik församling, utan riktade sig till kristna i allmänhet. Enskilda brev hade tidigare benämnts katolska. Redan i slutet av 100-talet ska montanisten Themison ha skrivit ett katolskt brev. Origenes benämner Första Johannesbrevet, Första Petrusbrevet och Judasbrevet katolska, men han säger också att Barnabasbrevet är katolskt. Något senare kallar också Dionysios av Alexandria Första Johannesbrevet för katolskt.

## Bevittnanden
Av de sju katolska breven förefaller endast Första Petrusbrevet och Första Johannesbrevet ha varit mer allmänt kända och i bruk under 100- och 200-talen. Första Petrusbrevet ska enligt Eusebios av Caesarea ha nämnts under första halvan av 100-talet av Papias, Polykarpos, och ska ”de gamla kyrkolärarna [presbytererna] ha använt det som oemotsagt i sina skrifter.” Första Petrusbrevet var också känt strax före eller omkring år 200 av Irenaeus av Lyon, Klemens av Alexandria och Tertullianus, och i mitten av 200-talet av Origenes. Också Första Johannesbrevet var känt i början av 100-talet av Papias, och mot slutet av detsamma eller cirka år 200 av Irenaeus, Klemens av Alexandria, och Tertullianus.

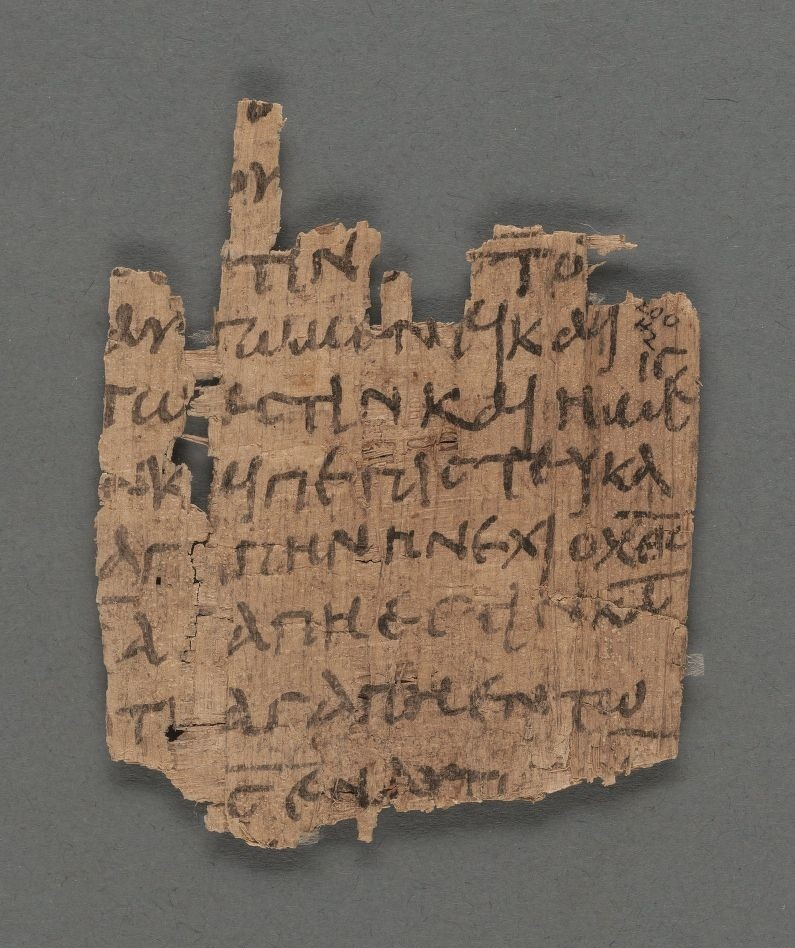
Första Johannesbrevet, 4:11–12; 14–17 (verso), i Papyrus 9 – P. Oxy. III 402; Houghton Library MS Gr SM3736 – från 200-talet.

Judasbrevet bevittnas tidigast av Andra Petrusbrevet skrivet cirka 125 till 150. Därefter använder Klemens av Alexandria och Tertullianus (båda omkring år 200) och Origenes (cirka år 250) brevet mycket sparsamt. Origenes är också den förste att nämna Andra Petrusbrevet och han skriver då att dess status är ifrågasatt. Även Jakobsbrevet nämns sällan. Origenes citerar det och benämner det ”Jakobs brev som är i omlopp” och, menar Harry Gamble, uttrycker därmed sitt eget tvivel om brevets status som kanoniskt.
De två korta Andra och Tredje Johannesbreven hade en skiftande acceptanshistoria. De var relativt okända under de första tvåhundra åren. Klemens av Alexandria kallar Första Johannesbrevet för Johannes ”längre brev”, vilket antyder att han känner till det andra, dock inte det tredje. Irenaeus av Lyon citerar från de två första Johannesbreven (som han behandlar som om de vore ett brev), men inte från det tredje. Varken Tertullianus eller Cyprianus visar någon kännedom om det andra och tredje brevet. Origenes känner dock till alla tre Johannesbreven. Han skriver att Johannes ”efterlämnade ett brev om några få rader [= 1 Joh], måhända även ett andra och ett tredje brev”, ty inte alla erkänner att dessa är äkta. Möjligen delade Origenes själv den åsikten, eftersom han aldrig citerade breven. Inte långt efter Origenes visar också Dionysios av Alexandria viss kännedom om de två sista breven, men tvekar inför om de verkligen är äkta. Eusebios räknar Andra och Tredje Johannesbreven, tillsammans med ”det så kallade Jakobs-brevet och Judas’ och Petrus’ andra brev”, till de motsagda eller ifrågasatta skrifterna. Och i Muratoriekanon (vars vittnesbörd är intressant framför allt om skriften skulle visa sig vara från slutet av 100-talet) nämns endast de två första Johannesbreven, och den enda ytterligare katolska skrift som omtalas är Judasbrevet.

## Upptagandet i kanon
Traditionellt har breven tillskrivits lärjungarna Petrus och Johannes samt Jesu bröder Jakob och Judas. I motsats till de fyra evangelierna och samlingen av Paulusbrev, vilka erhöll kanonstatus relativt tidigt, kom de katolska breven inte att accepteras så lätt och så tidigt. Utformandet av de katolska breven till en samling skedde också relativt sent, troligen inte tidigare än i slutet av 200-talet, och till och med när denna samling kom till stånd var såväl enskilda brev som hela samlingen ifrågasatt. Breven utgjorde ingen del av den äldsta syriska traditionen, och i den syriska standardversionen av Bibeln, Peshitta, saknas fortfarande Andra Petrusbrevet, Andra och Tredje Johannesbreven och Judasbrevet. Möjligen samlades de katolska breven i syfte att dokumentera undervisning som kommit att förknippas med ursprungliga apostoliska gestalter, som ”Jakob, Kefas och Johannes, dessa som ansågs vara pelarna”, och därigenom kunna framlägga ett bredare och mer balanserat urval av apostlarnas vittnesbörd än vad fallet blivit med brev tillskrivna nästan enbart Paulus.
Gamble menar att eftersom de katolska breven räknades som en grupp och inte som individuella brev i kanon, och eftersom denna grupp av brev inte formades förrän tidigast mot slutet av 200-talet, och eftersom dessa katolska brev, tillsammans med evangelierna och Paulus brev, kom att utgöra den tredje undergruppen i kanon, är det mycket svårt att tala om en nytestamentlig kanon som tagit tydlig form förrän de katolska breven samlats, och därigenom före 300-talet.

## Brevens äkthet

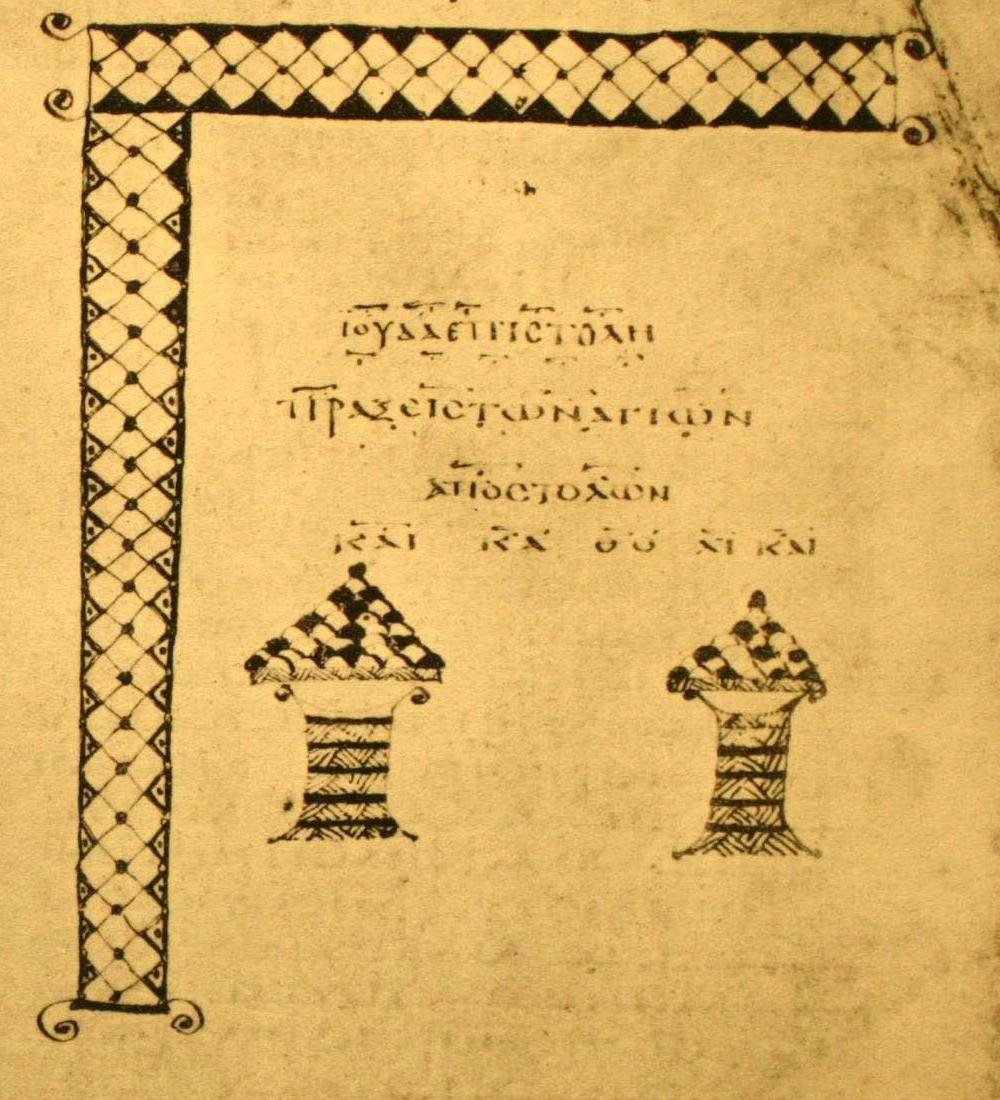
En kolofon eller slutskrift efter Judasbrevet i Codex Alexandrinus från 400-talet. Kolofonen säger ”Judas brev” (ΙΟΥΔΑ ΕΠΙΣΤΟΛΗ). Men inunder står ΠΡΑΞΕΙΣ ΤΩΝ ΑΓΙΩΝ ΑΠΟΣΤΟΛΩΝ ΚΑΙ ΚΑΘΟΛΙΚΑΙ, det vill säga ”de heliga apostlarnas gärningar och de katolska [breven]”, antydande att de föregående åtta böckerna, Apostlagärningarna och de sju katolska breven, sågs som en enhet, ”praxapostolos”. Därefter följer Paulus brev.

De fem brev som var mest ifrågasatta under den tidiga kristna perioden är också de skrifter som är mest ifrågasatta av forskare i dag. Vissa anses vara förfalskningar, alltså skrifter skapade med det bestämda syftet att bedra genom att författaren utger sig för att vara någon annan, medan andra räknas som pseudepigrafier, där skriften felaktigt har antagits vara skriven av någon som inte har skrivit den. Första Petrusbrevet och Första Johannesbrevet som generellt accepterades av den tidiga kyrkan är också de två katolska brev som har flest äkthetsförespråkare i dag, medan Andra Petrusbrevet som var det brev som var mest ifrågasatt i den äldsta tiden, av de allra flesta av dagens forskare betraktas som en senare förfalskning eller pseudepigrafi. De forskare som förordar att breven är autentiska och därmed också relativt tidiga förlitar sig huvudsakligen på historiska argument och den kristna traditionen som tillskriver breven dessa författare. De som ifrågasätter brevens äkthet förlitar sig i hög grad på språkliga argument (att ingen av de fyra tänkta författarna, som ska ha vuxit upp på den galileiska landsbygden, anses ha varit kapabla att skriva en så god grekiska), men även på att breven uppvisar tecken på att ha tillkommit vid en senare tid.
Det är inte möjligt att redovisa en generell tillkomsttid för alla de sju katolska breven, eftersom de individuellt dateras till olika tider och eftersom forskarna många gånger är oeniga om när de skrevs. De som menar att breven är autentiska argumenterar ofta för en tillkomsttid för de skrifter man menar är de äldsta, som Jakobsbrevet, till som tidigast sent 40-tal, fram till 70-talet, medan de många som ser breven som pseudonyma ofta förlägger deras tillkomst till strax före eller omkring år 100. De kritiska forskare som anser att Johannesbreven inte har skrivits av lärjungen Johannes anser i allmänhet att alla övriga katolska brev också är pseudepigrafier. De brukar datera Första Petrusbrevet till perioden cirka 70–100, Jakobsbrevet till slutet av nollhundratalet, de tre Johannesbreven till 90-talet, Judasbrevet till omkring år 100 och Andra Petrusbrevet till en bit in på 100-talet, kanske cirka 125–150.

## Brevens inbördes ordning och placering i förhållande till andra böcker
Den inbördes ordningen mellan breven är i de allra flesta äldre handskrifter Jakobsbrevet, Första och Andra Petrusbreven, Första, Andra och Tredje Johannesbreven och Judasbrevet. Detta är samma ordning som i de flesta moderna biblar. Men medan de katolska breven i de moderna protestantiska bibelutgåvorna är placerade efter Paulus brev (inklusive Hebreerbrevet), placerades de i nästan samtliga grekiska handskrifter av Nya testamentet direkt efter Apostlagärningarna och före Paulus brev. I de allra flesta gamla handskrifter förekommer dessutom Apostlagärningarna (grekiska: Πράξεις ἀποστόλων, Praxeis apostolōn) tillsammans med de sju katolska breven och formar det forskarna brukar kalla praxapostolos. Handskrifterna uppvisar få variationer, med ordningen evangelierna, praxapostolos, de paulinska breven och Uppenbarelseboken.
I den grekisk-ortodoxa kyrkans bibel är de katolska breven placerade före Paulus brev, medan de i den latinska kyrkans är placerade efter. Av denna anledning kan brevens position skilja sig åt i moderna utgåvor. Ett antal bibelutgåvor från 1500- och 1600-talen följer den ordning som Martin Luther (1483–1586) förespråkade och som förekommer i Luther-Bibeln. Luther menade att vissa böcker tidigt varit ifrågasatta och dessutom förespråkade åsikter som inte stämde med det han ansåg vara den rätta bilden av Kristus och evangeliet. Detta berörde två av de katolska breven. Luthers lista bestod av 23 numrerade böcker som avslutades med Tredje Johannesbrevet, varefter de 4 onumrerade och enligt honom inte lika kanoniska Hebreerbrevet, Jakobsbrevet, Judasbrevet och Uppenbarelseboken följde.
De sju breven avviker kraftigt från varandra till innehåll och avsikt. Sex av dem synes ha accepterats i kanon på grund av att de ansågs ha skrivits av de tre ”pelarna” som Paulus nämner och de ordnades efter hur långa de var (fastän brev som ansågs ha skrivits av samma författare följde på varandra) och efter vilken ordning de räknades upp hos Paulus: Jakob, Petrus och Johannes, för att avslutas med Judas.